# Beck (manga)
Beck (ベック: Mongolian Chop Squad?, Beck: Mongolian Chop Squad), generalmente scritto col titolo inglese anche in Giappone, è un manga di Harold Sakuishi pubblicato per la prima volta in Giappone nel 2000 sulla rivista Monthly Shōnen Magazine della Kōdansha.
Nel 2004 ne è stata prodotta anche una serie televisiva anime omonima che è stata trasmessa su TV Tokyo dal 6 ottobre 2004 e si è conclusa il 30 marzo 2005 dopo 26 episodi. Entrambe le versioni manga e anime di Beck sono pubblicate in Italia da Dynit. Un adattamento cinematografico live action è stato prodotto in Giappone nel 2010.

## Trama
Yukio Tanaka, soprannominato Koyuki, è un ragazzo di 14 anni già stanco della sua vita, decisamente noiosa e priva di eventi straordinari. Frequenta la scuola media assieme all'amico Tanabe, il quale si diverte come può fotografando le compagne di scuola durante le lezioni di nuoto.
Un giorno tornando da scuola, Koyuki si ritrova a dover salvare uno stranissimo cane da un gruppo di ragazzini di strada. Beck, questo il nome dell'animale, ha un aspetto decisamente inquietante viste le numerose cicatrici che ricoprono il suo corpo, tanto da ricordare il dottore protagonista di Black Jack di Osamu Tezuka (da cui si può anche dedurre la citazione del nome). Il suo padrone è Ryusuke Minami, un chitarrista sedicenne appena tornato dall'America dove ha suonato con la band grunge The Dying Breed. I due diventeranno presto grandi amici e Koyuki imparerà a conoscere il mondo della musica con un'ottica diversa da quella cui era abituato.
Con l'aiuto di Taira Yoshiyuki (basso), Chiba Tsunemi (voce) e Yuji Sakurai (batteria), i nostri fonderanno una band underground chiamata BECK (o Mongolian Chop Squad negli Stati Uniti, visto che il nome Beck è usato già da altri due musicisti).
La Band, nel pieno del loro successo in America (dove non hanno mai suonato ma sono pubblicati grazie a un produttore indie) riescono a partecipare a un grande concerto giapponese, ma, in seguito a una scommessa persa con un produttore major, il gruppo si scioglie.
Passerà poco tempo però per riformare la band, grazie soprattutto a Koyuki, ma senza il primo fondatore Ryusuke, trasferitosi in America.
Proprio nella grande America del nord, si reincontreranno, grazie all'occasione ottenuta attraverso una manager, e i Beck potranno realizzare il loro sogno.
C'è inoltre un'altra storia che fa da sfondo alla trama principale e che vede protagonista l'amore di Yukio per Maho, la sorella di Ryusuke.

## Personaggi
Il proprietario di Lucille, Sonny Boy Waters, si esibiva in un night club, quando all'improvviso cominciò a litigare con un tizio per una donna di nome Lucille. Il tizio si imbestialisce e spara sette colpi di proiettile a Sonny Boy.
Sonny Boy Waters, è probabilmente la fusione di diversi importanti musicisti blues, come Sonny Boy Williamson II, Muddy Waters e Robert Johnson. La morte di Robert Johnson ha molto in comune con quella di Sonny Boy, essendo stato avvelenato e colpito da un colpo di pistola per aver scherzato un po' troppo durante un ballo con una donna sposata. Eric Clapton ha definito Johnson "il più importante musicista blues che sia mai esistito", calzando a pennello con le informazioni dalla serie.
Nella versione americana del manga la chitarra è stata rinominata Prudence per motivi di copyright.
- Yukio "Koyuki" Tanaka: è il protagonista, un ragazzo di quattordici anni che impara velocemente a suonare la chitarra. È l'ultimo membro a entrare nella band con il doppio ruolo di cantante e chitarrista. Ha una Fender Telecaster a cui è molto affezionato.
- Ryusuke "Ray" Minami: un ragazzo di sedici anni che ha imparato a suonare la chitarra da autodidatta. Ha vissuto negli Stati Uniti, e sostiene di aver conosciuto di persona Eddie dei The Dying Breed, un famoso gruppo musicale statunitense.
- Beck: è il cane di Ryusuke e il suo aspetto è molto particolare, è diviso in chiazze di colore diverso: attorno all'occhio sinistro e la zampa sinistra è di color azzurro, mentre il posteriore è bianco a macchie nere come nei dalmata.
- Maho Minami: ragazza di quattordici anni, sorella di Ryusuke, ha vissuto anche lei in America, forte e decisa, molto indipendente ed estroversa, fa occasionalmente da modella per alcune riviste.
- Ishiguro Izumi:  una ragazza di quindici anni, conosce Yukio da quando è piccolo ed è stata lei a ribattezzarlo Koyuki.
- Taira Yoshiyuki: un ragazzo di 18 anni, è il bassista del gruppo dotato di grande tecnica, è il più maturo del gruppo e il più responsabile e porta in giro i compagni in giro con il suo furgone.
- Chiba Tsunemi: un ragazzo di 17 anni, è il cantante del gruppo bravo a coinvolgere il pubblico durante le esibizioni.
- Yuji "Saku" Sakurai: un ragazzo di 14 anni, è il batterista del gruppo ed è compagno di classe e miglior amico di Koyuki, entra a far parte del gruppo assieme al suo compagno.
- Eiji Kimura: era il leader dei "Serial Mama", il gruppo di cui Ryusuke faceva parte prima di formare i Beck, che afferma che riuscirà a formare il gruppo perfetto. Ryusuke, che non si sente inferiore a Eiji, accetta la sfida dicendo di poter formare un gruppo migliore di quello del suo rivale. Per sfondare finirà nel gruppo "Belle Ame", band commerciale che canta canzoni sdolcinate rivolte a un pubblico di ragazzine.
- Eddie Lee: carismatico chitarrista dei "Dying Breed", famoso gruppo grunge americano e amico di vecchia data di Ryusuke, con cui ha suonato in una band anni or sono.
- Signor Saito: 44 anni, ex campione olimpico di nuoto che, per una scommessa persa con Koyuki, gli dà lezioni di chitarra e nuoto. È lui a prestare a Koyuki la Tibson Les Paul e la Gretsch White Falcon. È un patito del rock classico inglese e il suo obbiettivo è quello di riuscire a far cantare il suo pappagallo Page grazie al suono della sua chitarra.

## Anime
La storia dell'anime ricalca più o meno quella del manga anche se viene semplificata e si ferma circa al volume 11, coprendo solo un terzo della trama totale. Gli episodi sono 26. La serie è stata trasmessa in Giappone su TV Tokyo dal 6 ottobre 2004 al 30 marzo 2005.
In Francia l'anime è stato trasmesso su Europe2tv e in Italia sull'emittente musicale MTV fra il 26 settembre 2006 e il 10 marzo 2007. I primi 19 episodi sono andati in onda nel contenitore Anime Night. Di questi i primi 3 episodi sono stati trasmessi lo stesso giorno occupando tutto l'Anime Night, durante la settimana dell'Anime Week 2006.
In Italia l'anime è stato trasmesso anche in streaming su internet: dapprima gli episodi venivano pubblicati sul canale di YouTube della Dynit: a partire dal 4 giugno 2010 ogni venerdì veniva pubblicato un nuovo episodio, disponibile per due settimane. In seguito, dal 20 dicembre 2010, gli episodi sono stati pubblicati ed erano visibili senza limiti di tempo sulla web tv Popcorn TV, da cui però sono stati rimossi nel 2012. A partire dal 17 ottobre 2013 è stato trasmesso sul canale del digitale terrestre Ka-Boom.

### Doppiaggio
L'anime è stato adattato per l'Italia da Dynit nel 2006, traduzione di Yumiko Salvitti, dialoghi italiani di Paolo Sala (primi quattro episodi) e di Gianluca Aicardi (episodi rimanenti), direzione del doppiaggio di Stefano Brusa.
| Personaggio            | Doppiatore originale | Doppiatore italiano |
| ---------------------- | -------------------- | ------------------- |
| Tanaka Yukio (Koyuki)  | Daisuke Namikawa     | Daniele Raffaeli    |
| Ryusuke Minami         | Yuma Ueno            | Vittorio Guerrieri  |
| Maho Minami            | Saiki Miho           | Perla Liberatori    |
| Chiba Tsunemi          | Shuntaro Ohata       | Luca Ghignone       |
| Taira Yoshiyuki        | Kenji Nojima         | Stefano Crescentini |
| Hiroshi Sakurai (Saku) | Toru Nara            | Fabrizio De Flaviis |
| Ken'ichi Saito         | Porsche Okite        | Roberto Stocchi     |
| Izumi Ishiguro         | Miki Maruyama        | Angela Brusa        |
| Tanabe                 | Mitsuo Iwata         | Fabrizio Odetto     |
| Eiji                   | Shigeru Shibuya      | Stefano Brusa       |
| Beck                   | Tomohisa Asō         | Donato Sbodio       |
| Momoko Osegawa (Momo)  | Yuko Nagashima       | Emanuela D'Amico    |
| Rikiya                 | Kenshiro Tsuda       | Riccardo Lombardo   |
| Hyodo                  | Seiichi Morita       | Christian Iansante  |
| Hiromi Masuoka         | Kotomi Yamakawa      | Laura Facchin       |
| Eddie Lee              | Jamie Vickers        | (originale)         |
| Madre di Koyuki        | Shōko Tsuda          | Cristina Giolitti   |

### Episodi

Copertina del primo DVD italiano

| Nº        | Titolo italiano Giapponese 「Kanji」 - Rōmaji                     | In onda          | In onda |
| Nº        | Titolo italiano Giapponese 「Kanji」 - Rōmaji                     | Giapponese       |         |
| LIVE 1    | Lo scenario di un quattordicenne 「14歳の風景」 - 14 sai no fūkei | 6 ottobre 2004   |         |
| LIVE 2    | Live House 「LIVE HOUSE」 - LIVE HOUSE                            | 13 ottobre 2004  |         |
| LIVE 3    | Moon on the water 「MOON ON THE WATER」 - MOON ON THE WATER       | 20 ottobre 2004  |         |
| LIVE 4    | Strum the guitar 「Strum the guitar」 - Strum the guitar          | 27 ottobre 2004  |         |
| LIVE 5    | Beck 「BECK」 - BECK                                              | 3 novembre 2004  |         |
| LIVE 6    | Hyodo e la Jaguar 「兵藤とジャガー」 - hyoodoo to jagaa           | 10 novembre 2004 |         |
| LIVE 7    | Lucille 「ルシール」 - rushiiru                                   | 17 novembre 2004 |         |
| LIVE 8    | Trasmissione intrascolastica 「校内放送」 - koonai hoosoo         | 24 novembre 2004 |         |
| LIVE 9    | La sera prima del concerto 「LIVE前夜」 - LIVE zenya              | 1º dicembre 2004 |         |
| LIVE 10   | Face 「FACE」 - FACE                                              | 8 dicembre 2004  |         |
| LIVE 11   | Summer Holidays 「Summer holidays」 - Summer holidays             | 15 dicembre 2004 |         |
| LIVE 12   | Secret Live 「シークレットライブ」 - shiikurettoraibu             | 22 dicembre 2004 |         |
| LIVE 13   | Ciel bleu 「シエル・ブリュ」 - shieru.buryu                       | 29 dicembre 2004 |         |
| LIVE 14   | Dream 「Dream」 - Dream                                           | 5 gennaio 2005   |         |
| LIVE 15   | Back to School 「Back to school」 - Back to school                | 12 gennaio 2005  |         |
| LIVE 16   | Indies 「インディーズ」 - indiizu                                 | 19 gennaio 2005  |         |
| LIVE 17   | Three Days 「スリーデイズ」 - suriideizu                          | 26 gennaio 2005  |         |
| LIVE 18   | Leon 「レオン・サイクス」 - reon.saikusu                          | 2 febbraio 2005  |         |
| LIVE 19   | Blues 「ブルース」 - burūsu                                       | 9 febbraio 2005  |         |
| LIVE 20   | Greatful Sound 「グレイトフルサウンド」 - gureitofurusaundo       | 16 febbraio 2005 |         |
| LIVE 21   | Write Music 「Write Music」 - Write Music                         | 23 febbraio 2005 |         |
| LIVE 22   | La sera prima del festival 「前夜祭」 - zenyasai                  | 2 marzo 2005     |         |
| LIVE 23   | Festival 「FESTIVAL」 - FESTIVAL                                  | 9 marzo 2005     |         |
| LIVE 24   | Third Stage 「サードステージ」 - saado suteeji                    | 16 marzo 2005    |         |
| LIVE 25   | Slip Out 「Slip out」 - Slip ōt                                   | 23 marzo 2005    |         |
| LAST LIVE | America 「America」 - America                                     | 30 marzo 2005    |         |

## Musiche
Canzoni dei Beck (nome nel manga / nome nell'anime)
- Sister / Face
- The Human Fly / Brainstorm (BIG Muff)
- Out of the Hole / Slip Out
- Baby Star
- Tabasco  / Spice of Life
- Electrolic Sheep

Canzoni dei The Dying Breed (nome nel manga / nome nell'anime)
- Swimming Bare (Moon on the Water)
- John Says
- City
- Fastlane Drive
- Anchor
- Devil's Way (未發表）

Canzoni di gruppi realmente esistenti citate nel manga
- Heartbreaker (Led Zeppelin)
- Get Back (The Beatles)
- I Am the Walrus (The Beatles)
- 妖怪人間ベム)
- Traveling Riverside Blues (Robert Johnson)
- White Riot (The Clash)
- Tommy Gun (The Clash)
- I've Got a Feeling (The Beatles)
- People Get Ready (The Impressions)（作品中是介紹成Curtis Mayfield的曲子）
- Machine Gun (Jimi Hendrix)
- ロクデナシ (The Blue Hearts)
- Search and Destroy (Iggy and The Stooges)
- Street Fighting Man (The Rolling Stones)
- Anarchy in the UK (Sex Pistols)

### Animation BECK soundtrack
Questo è l'album principale della colonna sonora, e contiene tutte le canzoni cantate nell'anime. Sono esclusi i pezzi strumentali e di sottofondo (non esiste nessun album che li raccolga) (per trovare l'album basta cercare il secondo ost di Beck: ci sono tutte le canzoni elencate nello stesso ordine che trovate qui).
1. Beck - Brainstorm
2. Typhoon24 feat. Tatsuzo of YKZ - Spice of Life
3. Chounaikaichuu no Musuko Band - Mad House
4. Minami Maho - Sly
5. Kazuya Hirabayashi - Face
6. Belle Ame - Lost Melody
7. Rocket Boys - Follow Me
8. Kuniyoshi Chiemi - Genki wo Dashite
9. The Dying Breed Feat. Tanaka Yukio - Moon on the Water
10. Typhoon24 feat. Tatsuzo of YKZ - Like A Foojin
11. ciel bleu - Youkai Ningen Bem
12. Hyoudou Band - Gymnasium
13. Chiba Tsunemi - Reloaded
14. Musicmans Feat. Miyazawa Manabu - Journey
15. Saitou San Band feat. Tanaka Koyuki & Minami Maho - Follow Me
16. The Dying Breed - My World Down
17. Hyoudou Band 2 - Love Dischord
18. BECK - By Her
19. Beat crusaders - I've Got A Feeling (cover dei Beatles)
20. Kazuya Hirabayashi - Slip Out
21. Sowelu and Beat Crusaders - Moon on the Water

### Animation KEITH soundtrack
Quest'album raccoglie le cover delle canzoni dell'anime create da band popolari giapponesi.
1. Typhoon24 Feat. Tatsuzo Of Ykz - Spice of Life
2. Tropical Gorilla - Big Muff (Brainstorm from the first soundtrack)
3. Up hold - Endless Traveling Map
4. Goofy'S Holiday - Piece of Tears
5. Typhoon24 Feat. Tatsuzo of Ykz - Like a Foojin
6. Goofy'S Holiday - Journey
7. Beat Crusaders - 50-cent Wisdom
8. Husking Bee - Brightest
9. Sister - Face
10. Meister - I call you love
11. 10-Feet - Little More Than Before (Slip out from the first soundtrack)
12. Beat Crusaders - Moon On The Water

### Beat Crusaders - HIT IN THE USA (Sigla iniziale)
1. Beat Crusaders - HIT IN THE USA
2. Beat Crusaders - Super Collider
3. Beat Crusaders - B.A.D.

### Meister - Above The Clouds (Sigla di chiusura)
1. Meister - Above The Clouds
2. Meister - My World Down
3. Meister - Above The Clouds (Instrumental)
4. Meister - My World Down (Instrumental)

### BECK Tribute - Greatful Sound
Pubblicato prima dell'arrivo della versione animata, quest'album è una raccolta di brani creati da band underground giapponesi, ma che non hanno nulla a che fare con il manga.
1. Choke Sleeper - Leave Me Alone
2. Nice Marbles - Furouto
3. Smorgas - Dead Man
4. Loop-Line - Flow
5. Badfish - Up Set Vibrations
6. Beratrek with POLY-1 from POLYSICS - Let's GROOVE or die
7. 54 Nude Honeys - Fat Liver
8. Bazra - Yureru
9. COALTAR OF THE DEEPERS - h.s.k.s.
10. Rumtag - Melody

## Generi musicali dei Beck
- Rock (vd. Brainstorm, Baby Star)
- Rapcore (vd. Spice of Life, Like a Foojin, By Her)
- Rock Melodico (vd. Face, Slip Out)
- Rap (canzoni di Chiba)
- Funk (giri di basso di Taira)

## Strumenti usati dai personaggi
- Koyuki: Tibson Les Paul (imitazione della Gibson Les Paul), Gretsch White Falcon, Fender Telecaster 69', Gibson SG-1, Fender Mustang '69, Fender Jaguar
- Ryusuke: Gibson Les Paul Standard (Lucille), Gibson Les Paul Custom, Gibson ES-335
- Taira: Musicman Stingray4
- Hyodo: Fender Jaguar
- Eddie: Fender Stratocaster
- Eiji: Fender Stratocaster ('59), Ibanez RG-321
- Chiba: Shure Beta A58, Shure SM58